# Oberbarnim
Oberbarnim település Németországban, azon belül Brandenburgban. Lakosainak száma 2026 fő (2023. december 31.).

## Népesség
A település népességének változása:
| Lakosok száma | 1372 | 1526 | 1628 | 1904 | 1969 | 2026 |
|               | 2014 | 2017 | 2019 | 2021 | 2022 | 2023 |